# Patricia Schmid
Patricia Schmid (23 de enero de 1985) es una modelo suiza.  Ha aparecido en la portada de i-D y la Vogue francesa, y en anuncios de la marca japonesa Shiseido. También ha desfilado eventos de Marc Jacobs y Jean Paul Gaultier.
Después de tres años de modelaje Schmid decidió tomarse un descanso y viajar por el mundo. También pasó parte de ese tiempo diseñando su propia joyería y haciendo piezas para Milagros Schmoll. Habló de esto en una publicación de Models.com.
Patricia ha sido llamada por Models.com una de las top 50 modelos.
En julio de 2015 Patricia se graduó como nutricionista. Y ese año se casó con Gian Tumasch Appenzeller y tuvieron a Gion Luis Appenzeller.